# Etatism
Etatismul (fr. Étatisme) este o ideologie, doctrină politică care precizează rolul conducător al statului în viața politică, inclusiv subordonarea intereselor individului și grupurilor față de interesele statului; o politică de intervenție activă a statului în toate sferele vieții publice și private. Este opusul ideologic al anarhismului.
Etatismul se sprijină pe o metodă guvernamentală adecvată de intervenție în sectorul public, în sectorul privat, dar și în viața „profesională” a cetățenilor (sindicalism de stat) și, în unele cazuri mai rare, în viața confesională (religie de stat). Etatismul se opune liberalismului și diferă esențial de concertarea economiei practicată de unele democrații occidentale.

## Formele de etatism
Statismul poate lua mai multe forme de la minarhism la totalitarism. Minarhiștii preferă o stare minimă, cum ar fi statul de pază de noapte, pentru a proteja oamenii de agresiune, furt, încălcare a contractului și fraudă cu armata, poliția și instanțele judecătorești. Unele pot include, de asemenea, departamentele de pompieri, închisori și alte funcții. De asemenea, statul bunăstării și alte niveluri moderate de statism există pe scara statistică. Totalitarii preferă o stare maximă și cuprinzătoare.